# Биполярное расстройство второго типа
Биполярное расстройство второго типа (БАР Ⅱ) — форма биполярного расстройства, выделяемая классификатором DSM-5 Американской психиатрической ассоциации. Она отличается от «классического» биполярного расстройства Ⅰ типа отсутствием в анамнезе маниакальных и смешанных эпизодов (то есть присутствуют только гипоманиакальные и депрессивные).
Их раздельное рассмотрение может быть полезно для диагностики, в связи с тем что биполярное расстройство Ⅱ типа нередко диагностируется как периодическая депрессия (поскольку гипоманиакальные эпизоды могут ускользать от внимания врача и даже самого пациента). Наиболее эффективный подход к терапии при втором варианте расстройства может отличаться от оптимальной терапии для первого типа, однако это достоверно не установлено.
Коды МКБ-9-КМ и МКБ-10-КМ в DSM-5 для данного расстройства: 296.89 (F31.81). В Международной классификации болезней 10-пересмотра (МКБ-10), используемой в российской психиатрии, «биполярное расстройство, тип Ⅱ» не выделяется как отдельный диагноз, а входит в рубрику F31.8 «другие биполярные аффективные расстройства».

## Диагностика
Для постановки диагноза в принципе достаточно одного гипоманиакального и одного большого депрессивного эпизодов, но при возникновении маниакального или смешанного эпизода диагноз, разумеется, должен быть пересмотрен.
Поскольку униполярную депрессию и биполярное расстройство Ⅱ часто сложно разграничить, скрининг на биполярное расстройство II должен проводиться у всех молодых депрессивных пациентов и у всех пациентов, страдающих рекуррентной депрессией

## Распространённость и длительность
12-месячная распространенность биполярного расстройства Ⅱ типа — 0,3 % на международном уровне, 0,8 % — в США.

## Лечение
Препаратами выбора при биполярном расстройстве второго типа являются нормотимики; именно с них, как правило, следует начинать терапию. Пациентам с нераспознанным биполярным расстройством Ⅱ типа часто назначают монотерапию антидепрессантами, что приводит к инверсии аффекта (индуцированной гипомании), хотя больше пользы они могли бы получить от назначения нормотимиков или их сочетания с антидепрессантами.